# 宮川勲
宮川 勲（みやがわ いさお　1977年1月19日 - ）は、日本のITプロデューサー、WEBサービスプランナー、システムエンジニア、プロダクトデザイナー、アーティスト。山梨県甲府市出身。

## 略歴
1977年山梨県甲府市生まれ。14歳よりギターを始める。高校在学中、「音楽の甲子園」と呼ばれる音楽の祭典「ヨコハマ・ハイスクール・ホットウェーブフェスティバル」第15回大会に出演し、特別賞を受賞する。（その際の楽曲が収録されたCD「HOT WAVE FESTIVAL BEST SELECTION Vol.2」が、日本コロムビア(株)より1995年07月21日に発売されている。）
2001年、音楽制作会社、株式会社エム・オン・エムに入社。2003年、同社取締役就任。同社でのIT事業の立ち上げに携わり数々のWEBサービスの開発を手掛ける。
2004年、IT事業部を分社化し、株式会社イズム設立。取締役就任。モバイルコンテンツ事業、Eコマース事業、メディアサイト事業を中心に数々のサイトを立上げを手掛ける。
森恵の楽曲「ユメオイビト」のミュージックビデオにギタリストとして出演している。